# Аржантан (Орн)
Аржантан (фр. Argentan (Orne)) је насељено место у Француској у региону Доња Нормандија, у департману Орн.
По подацима из 2011. године у општини је живело 14.315 становника, а густина насељености је износила 787,4 становника/km².

## Демографија
| 1962.  | 1968.  | 1975.  | 1982.  | 1990.  | 2011.  |
| ------ | ------ | ------ | ------ | ------ | ------ |
| 12.757 | 14.558 | 16.774 | 17.327 | 16.413 | 14.315 |

## Партнерски градови
- Баја
- Abingdon-on-Thames
- Ротенбург ан дер Фулда
- Сан Марко Арђентано